# Vieille-Église-en-Yvelines
Vieille-Église-en-Yvelines is een gemeente in het Franse departement Yvelines (regio Île-de-France) en telt 751 inwoners (2004). De plaats maakt deel uit van het arrondissement Rambouillet.

## Geografie
De oppervlakte van Vieille-Église-en-Yvelines bedraagt 9,5 km², de bevolkingsdichtheid is 79,1 inwoners per km².
De onderstaande kaart toont de ligging van Vieille-Église-en-Yvelines met de belangrijkste infrastructuur en aangrenzende gemeenten.

## Demografie
Onderstaande figuur toont het verloop van het inwonertal (bron: INSEE-tellingen).

1. ↑  Populations de référence 2022.